# 傒囊
傒囊，是中國传说中的妖怪，干宝著作《搜神记》和《白泽图》有记载，山間有一種叫做傒囊的妖怪，樣子像是小孩，看到人會伸手引誘，將它帶離本來所在的地方便會死去。会在山里面伸手引诱活人，要是被他诱惑拉走就会死。

## 參閲
- 白澤精恠圖
- 袖引小僧（日语：袖引小僧）
- 中国妖怪列表